# Жидов гроб (стихотворение)
Вижте пояснителната страница за други значения на Жидов гроб.
Жидов гроб е стихотворение, написано от Иван Вазов на 1 февруари 1906 г.

## Повод за написване
В бележка към стихотворението Вазов пише: „На запад от Търново стърчи рид: Картал-баир (Хълмът на лешоядите, тур.;съвременна трактовка  Орлов връх), въз който има трап, називаем днес Жидов гроб. Според преданието там е отишъл и легнал трупа на евреина, който предал Царевец на турците. През вековете на владичеството търновци са отивали при тоя трап и са фърляли камъне в него, проклинайки евреина издайник.“ 

## Стихотворение
Издайство, измяна позорна
пропусна врага в крепостта
и Царевец як след упорна
отбрана потъна в кръвта.
Бранители храбри паднaха
под турския мстителен нож,
палатите царски пламнаха,
огряха зловещата нощ.
На утрешний ден пред пашата
евреин се мръсен яви,
цалуна му рабски полата
и с вид горделив заяви:
– Преславний войводо, сполучих
услуга да сторя на вас:
аз портата таз нощ отключих
и Царевец в твойта е власт.
Паша милостиви: награда!
– А, ти ли бе хитрия жид?
Велика награда се пада
на подвига твой бележит.
Без теб тез гявури корави
не бих ги тъй лесно сломил,
пред техните зидове здрави
свят много йощ бих потрошил.
За туй якоглавство земята
с телата им мръсни покрих;
сега и на Юда отплата
достойна да дам аз реших.
И викна на двама войника:
– Убийте туй куче сега! –
Изви се ханджар над мръсника,
отфръкна глава от снага.
II
Нощес из леса вълцитята
насам ще се спуснат накуп,
ще ръфат гладнишки главата,
ще късат вонещия труп.
Внезапно скокнa той, заходи –
безглавия жид нечестив, –
защуря се плахо, заброди
по ярове, урви кат жив,
та гроб да си дири – душа му
найде го веч в черния ад!
Остана самотна глава му
за гавра на псета и гад.
На смъртния ужас печата
замръзнал в изпулений взор,
изплезен язик из устата
заровил се в смрадния тор.
Внезапно и тя като жива
замига, затресе се в страх,
търкулна се, нейде отива,
издигайки облак от прах.
Тя трупа си дири. За него
фърли се при Янтра в дола
дълбоки, но там не найде го
и пак се щурнa кат стрела;
на гробе еврейско се спира –
там няма от Юда следа,
във трапове, локви надзира
с оцапана кална брада.
И пак се търкаля и мета,
нагоре, надолу търчи,
и гонят я гневните псета,
а тя като вихър фучи.
Минува през храсти, през паши
ил дига по друмища прах
и срещнати пътници плаши,
и враните гракат от страх.
И цял ден шетнята u луда
зброжда поля и хълми
и дири телото на Юда –
гост може би в вълчи корми.
Но нийде го тя не намери.
Най-после по някакъв дъх
смрадлив се сети, закатери
по склона на ближния връх.
III
Орловий връх. Той мълчаливо
в небето стърчи и пустей.
На негово теме плешиво
трап мръсен от векове зей.
От векове жилище смрадно
на гнусни влечуги и змий
отровни, свърталище гадно
на люти ехидни, скорпий.
Овчарят не смей там да иде
и звяра край него трепти,
орелът когато го види,
по-горе се дига, лети.
И в таз яма, зъминска бездна,
главата на Юда бухнa
и вече оттам не излезна:
при трупа безглави легна.
Намери си трупа тя вече
и той тук намерил приют,
от псета и вълци далече,
под верний на змиите скут.
И змийте любовно го пазят,
с милувки студени дарят,
лениво по Юда те лазят,
на припек по него лежат;
таз пий му очите, а друга
глава си в устата му крий,
а третя омразна влечуга
в брадата му гняздо си вий.
IV
Но скоро народа във злоба
спуснa се, когато узна
де Юда намери си гроба,
кат втори път бога разпнa,
и камъне град заваляха
с ругателства грозни в трапът,
пътеки безчет пропълзяха
по пустий през векове рът.
Избягаха гадове смрадни,
остана издайникът сам,
затрупан от камъне хладни,
със храчки, проклятья и срам.
Столетья течаха в окови,
столетья на сълзи и страх –
столетия камъне нови
валяха въз Юдиний прах.
Днес грее светата свобода,
свободен е прежния роб,
но камъне йоще народа
изпраща въз Жидовий гроб.